# 特雷西 (密蘇里州)
特雷西（英語：Tracy）是位於美國密蘇里州普拉特縣的城市。

## 人口
根據2020年美國人口普查的數據，特雷西的面積為1.08平方千米，當中陸地面積為1.06平方千米，而水域面積為0.02平方千米。當地共有人口269人，而人口密度為每平方千米249人。